# Attack the Block
Attack the Block is een Britse sciencefictionfilm uit 2011. De film is het regiedebuut van Joe Cornish.

## Verhaal
Een jeugdbende waarvan de leden in dezelfde flat in Brixton in Zuid-Londen wonen, berooft een verpleegster en wordt vervolgens aangevallen door een buitenaards monster. Als ze ook in de flat worden achtervolgd door monsters, worden de jongeren in hun strijd bijgestaan door de verpleegster, die ook in de flat blijkt te wonen.

## Rolverdeling
- John Boyega als Moses, bendeleider
- Jodie Whittaker als Sam, verpleegster
- Alex Esmail als Pest, bendelid
- Franz Drameh als Dennis, bendelid
- Leeon Jones als Jerome, bendelid
- Simon Howard als Biggz, bendelid
- Luke Treadaway als Brewis, klant van Rons
- Jumayn Hunter als Hi-Hatz, drugsdealer en Rons baas
- Nick Frost als Ron, drugsdealer